# JC Gonzalez
JC Gonzalez, pseudonimo di Juan Camilo Gonzalez, soprannominato anche Il Gentiluomo della Musica Pop (El Caballero de la Música Pop) (Bogotà, 8 marzo 1990), è un attore e cantante colombiano naturalizzato statunitense.
La sua popolarità inizia nel 2009, quando si avventura nel mondo dell'intrattenimento, partecipando a pubblicità e spot televisivi in Texas (Stati Uniti d'America).
Gonzalez è anche uno dei protagonisti di Making Menudo, un reality show di MTV del 2007.. Dopo un lungo processo di selezione in diverse città degli Stati Uniti, Porto Rico e Messico, durante la finale a New York, vengono scelti venticinque ragazzi bilingue tra cui Gonzalez. JC è inoltre apparso in diversi film e programmi televisivi di Disney, ABC, NBC ed MTV.

## Biografia
JC Gonzalez nasce a Bogotà (Colombia) da una famiglia locale. È il maggiore dei suoi fratelli: Silvia Carolina e Daniel Eduardo, il più piccolo. Nonostante provenga da un contesto non musicale, JC dimostra precocemente un grande interesse per la recitazione, il canto e la musica. Già da bambino viene definito come un iperattivo, guadagnandosi il soprannome di "terremoto". La sua formazione inizia alla scuola infantile presso il collegio (e scuola di ginnastica) Los Caobos a Bogotà, dove JC fa le sue prime esperienze nel mondo della musica e della recitazione. A sei anni, nel 1998, si trasferisce con la famiglia a Houston in Texas. Lo scopo è poter dare il trattamento medico adeguato al fratellino Daniel Eduardo, nato con una rara sindrome chiamata Artrogriposi Multipla Congenita (AMC) (o semplicemente Artrogriposi), presso il Texas Medical Center di Houston. Il trasferimento negli Stati Uniti d'America è un fattore che permette a Juan Camilo di crescere in un ambiente che è una commistione di due culture: l'anglosassone e la ispanica. In questo contesto JC ha l’opportunità di ascoltare musica in inglese grazie ad artisti come Frank Sinatra e Tom Jones, e in spagnolo, con le ballate di Julio Iglesias, Camilo Sesto, Roberto Carlos o generi tropicali come quelli interpretati da Carlos Vives, Juan Luis Guerra e Gloria Estefan, tra gli altri.
In un'intervista condotta da El Espectador, il cantautore dichiara che il fatto di essere colombiano e di essere cresciuto negli Stati Uniti gli ha dato la possibilità di conoscere due culture e per lui questa è stata un'opportunità per toccare ed ispirare vite altrui, attraverso la sua musica. Per Gonzalez è molto importante raccontare storie attraverso i suoi testi e il fatto di racchiudere in se stesso la mescolanza di queste due culture e la capacità di cantare in due lingue, rende questo processo più facile.
Durante le scuole elementari e superiori si dedica a giocare a calcio e football americano. In giovane età, per mantenersi, Gonzalez inizia a tagliare l’erba, lavare le macchine del vicinato e a prendersi cura dei bambini nel suo quartiere. Grazie al suo sostegno alla comunità, inizia ben presto a guadagnare abbastanza per potersi pagare le uniformi e le lezioni di nuoto, al fine di ottenere un attestato che lo certifichi come guardaspiaggia. Successivamente, si offre volontario proprio come bagnino in diverse località della Contea di Fort Bend, Texas.

## Carriera

### I primi anni
Nell'ambito della sua preparazione artistica, durante l’estate del 2006, JC Gonzalez sceglie di prendere lezioni di recitazione a tempo pieno con l’attore e coach di recitazione Chambers Stevens a Hollywood. Entra a far parte anche di band locali ed è il protagonista di alcune commedie della scuola, nelle rappresentazioni di racconti come Once Upon a Mattress, Children of Eden, Treasure Island, The Musical Commedia Murders e I Hate Hamlet. Durante il periodo delle scuole medie JC riceve lezioni di recitazione da Deke Anderson a Houston. Gonzalez è anche ballerino e durante la sua adolescenza diventa fan di gruppi latini come i Menudo (gruppo musicale). Gonzalez pratica diversi sport ed entra a far parte delle squadre di calcio e di football americano della scuola, eccellendo atleticamente, arrivando a concorrere in un campionato statale e completando il diploma di maturità presso la Clements High School a Sugar Land, Texas, il 5 giugno 2009. Ancora oggi, alla Clements, JC viene considerato tra gli studenti che hanno ottenuto un grado di riconoscimento, passati attraverso il campus..
Dopo il liceo, Gonzalez decide di studiare psicologia presso l'Università della California, luogo in cui trova anche maggiori opportunità per recitare. Successivamente decide di lasciare l'università per concentrarsi maggiormente proprio sulla recitazione e sulla formazione focalizzata alla sua carriera musicale. Inizia a prendere lezioni di tecniche di recitazione con la coach Diana Castello di La Vida Imaginaria, una prestigiosa Accademia.
JC Gonzalez si distingue fin da subito per il suo impeto, come indicato dal portale Pantallazos de Noticias, che assicura che tale carattere si deve a tracce nella sua personalità del carattere della nonna materna Cándida Rueda, conosciuta per essere la direttrice dell'Hotel San Carlos a Santander (Colombia).

## Musica
Gonzalez è uno dei nuovi artisti latini che ha iniziato ad essere riconosciuto a livello internazionale. Il suo stile che mescola hip hop, pop latino e la fusione tra l’afro-pop e il rap, ha iniziato ad ottenere un notevole successo in America Latina, associandolo in generale con la musica popolare colombiana chiamata cumbia. Tuttavia, Gonzalez usa sì, i concetti di base della cumbia, ma assieme al tocco melodico dell'hip hop e senza limitarsi ad un singolo stile musicale, piuttosto, cerca di incorporare diversi stili come hip hop – rap – reggaeton – ballate – salsa - rock and roll e anche jazz. Un esempio tra tutti è la canzone Ecuacion de Amor (Equation of Love), che si è convertita in una delle sue melodie più acclamate. Gonzalez ha realizzato inoltre un remix della canzone El Perdón di Enrique Iglesias feat. Nicky Jam, aggiungendo un tocco personale di rap come un chiaro esempio del suo tentativo di fondere diversi generi musicali.. Nel 2010 JC Gonzalez appare nel video musicale di Kaya Rosenthal: Can't Get You Out my Mind, come protagonista maschile.

## Gli inizi e partecipazioni importanti
Nel gennaio del 2007, alla giovane età di 16 anni, Gonzalez si trasferisce a Los Angeles, in California, per studiare e cercare maggiori opportunità nel mondo dello spettacolo. Durante questo periodo decide di partecipare alle audizioni per il reality musicale Making Menudo. Menudo è una band di adolescenti del pop latino (boyband) della metà degli anni '70 guidati dal produttore Edgardo Diaz; diversi personaggi famosi hanno iniziato da ragazzi cantando in questo gruppo, tra i più conosciuti ci sono: Ricky Martin, Ray Reyes e Draco Rosa. Proprio nel 2007, i nuovi proprietari di questo quintetto pop latino, iniziano un progetto per nuove canzoni, sia in spagnolo che in inglese. Gonzalez è uno degli aspiranti a questo progetto. Lui e gli altri partecipanti vogliono recuperare l'energia del gruppo musicale originario attraverso Making Menudo, un programma progettato per ricordare gli anni d'oro della band. JC non riesce a superare la prima l'audizione a Los Angeles California,, ma dopo aver preso alcune lezioni di danza, tenta di nuovo, partecipando alle audizioni a Dallas, in Texas. Questa volta l’audizione ha successo e JC viene selezionato dal cantante portoricano Luis Fonsi e dall'annunciatore radiofonico Daniel Luna, come uno dei venticinque partecipanti che andranno a New York, dove si girerà la serie Road to Menudo. Il reality viene trasmesso su MTV. "Era qualcosa di divertente che volevo provare", dichiara Gonzalez al giornalista Joey Guerra durante l'intervista per la partecipazione a questo programma.
Per 4 mesi, JC e gli altri quattordici partecipanti si allenano a South Beach, Miami, Florida per migliorare le loro performance nel canto e nella danza. Making Menudo viene girato durante l'estate sotto lo sguardo attento del manager musicale Johnny Wright, che ha supervisionato le carriere di Backstreet Boys, 'N Sync, Justin Timberlake e Janet Jackson. JC fa parte dei sette concorrenti finali che hanno la possibilità di studiare con il vocal coach David Coury e di seguire un corso di danza con il coreografo Aníbal Marrero. I ragazzi di Making Menudo tra cui Carlos Olivero, Trevor Brown e lo stesso JC Gonzalez, il 23 ottobre 2007 faranno la loro apparizione sul palco durante il programma Total Request Live di MTV, direttamente dagli Studi MTV a Times Square, (New York City), accompagnati dall’artista ospite Damien Fahey.

## Dal 2009 ad oggi
Dopo la sua partecipazione a Making Menudo, Gonzalez si focalizza sulla sua carriera di attore, riuscendo a prendere parte a diversi programmi e serie televisivi come Locked Up Abroad (Prigionieri di viaggio) emessa da Discovery Channel, le serie tv: Hard Times - Tempi duri per RJ Berger e Parenthood.
Entra inoltre a far parte del cast della celebre serie Parks and Recreation, dove recita assieme ad Amy Poehler, Aubrey Plaza, Aziz Ansari e Fred Armisen nell'episodio Città gemellate (Sister City) interpretando il ruolo di uno stagista venezolano..
Nel 2010, lavora con Ariana Grande nella serie Victorious (ep.8 Tutti al mare), una sitcom americana andata in onda originalmente su Nickelodeon.
JC interpreta il ruolo di Randy' nel film Slumber Party Slaughter; partecipa inoltre al cortometraggio 11:11. Gonzalez è uno dei protagonisti di Los Americans, una serie web lanciata nel maggio 2011. In questa serie, JC gioca un ruolo di primo piano con il personaggio di Pablo Valenzuela, lavorando al fianco di grandi stelle come Esai Morales, Raymond Cruz, Tony Plana, Yvonne Delarosa e Lupe Ontiveros.
Nel 2013, recita al fianco di Julia Stiles nella serie web Blue (webserie), nell'episodio: Che razza di nome è Blue? (What Kind of a Name is Blue?). JC Gonzalez partecipa anche ad altre serie web, come ad esempio Ragdolls. 
Nel 2013 e nel 2015, interpreta il ruolo di Jake in NCIS: New Orleans nell’episodio Natale triste (Blue Christmas).
Nel 2016 JC celebra l'uscita del suo primo album: 2Moons. Il disco contiene 17 brani originali, scritti in inglese e spagnolo, con ritmi e melodie influenzati sia dalla cultura ispanica quanto da quella anglosassone.
In diverse pubblicazioni JC Gonzalez viene definito Il Gentiluomo della Musica Pop, in quanto nelle sue composizioni viene messa in risalto la figura della donna, trasmettendo amore e sensibilità, lasciando da parte il contenuto esplicitamente violento, sessuale ed esaltato spesso ricorrente in alcuni nuovi generi musicali.
Alla rivista Hola Mundo, il musicista fa sapere che sta lavorando a diverse composizioni musicali con personaggi del calibro di Christian Davis, famoso scrittore che ha partecipato a progetti con Christina Aguilera, Backstreet Boys, Britney Spears, Lil Wayne, Kendrick Lamar e Tyga.
In un'intervista condotta da ColMundo Radio, JC ha dichiarato che la sua musica non ha genere e si autodefinisce un difensore degli ideali, delle donne e dell'amore; Gonzalez non cataloga i suoi mix in un ritmo definito, per lui è una fusione di ritmi afro-latini che aiutano a generare nuovi temi musicali.

## Attività di beneficenza
Gonzalez ha scritto la canzone Safe Passage, cantando per il Thrive Integrative Wellness y Women of Watts & Beyond in California e in vari festival, a favore della lotta contro la violenza domestica. Nel suo lavoro di sostegno, JC cerca di identificarsi cantando per le vittime di violenza domestica al fine di sensibilizzare il pubblico sul tema e fare eco contro questo terribile crimine. JC Gonzalez supporta anche associazioni senza scopo di lucro che combattono il cancro alla prostata e altre organizzazioni in aiuto alla prevenzione del cancro. Sin da bambino partecipa ad eventi nello Shriners Hospital for Children di Houston per aiutare bambini con condizioni simili a quelle del fratello minore Daniel. 
Dal 2001 presta servizio come volontario per diversi programmi sociali, così come attraverso la sua musica, promuove e sostiene progetti in Texas e California, aumentando la consapevolezza delle persone e raccogliendo fondi per varie cause sociali.

## Filmografia
- Making Menudo – reality show (2007)
- Parks and Recreation – serie TV, episodio 2×05 (2009)
- Hard Times - Tempi duri per RJ Berger (The Hard Times of RJ Berger) – serie TV, episodio 1×03 (2010)
- Victorious – serie TV, episodio 1×08 (2010)
- Parenthood – serie TV, episodio 2×6 (2010)
- How to Rock – serie TV, episodio 1x07 (2012)
- Blue – webserie (2013)
- Non sono stato io (I Didn't Do It) – serie TV, episodio 1×14 (2014)
- NCIS: New Orleans – serie TV, episodio 2×15 (2015)
- Golia (Goliath) – serie TV, episodio 2×06 (2018)
- 9-1-1 – serie TV, episodio 1×95 (2018)

## Discografia

### Album
- AwakIN, 2015
- 2moonS, 2016

### Singoli
- Equation Of Love, 2015
- Quiet Game, 2015
- Cupid, 2015
- Zoom, 2015
- Prendete, 2015
- Solitary Conversations, 2016
- Luchando, 2016
- Let me be me, 2016